# Madeleine Bäck
Madeleine Kristina Bäck, född 10 juli 1976, är en svensk författare och journalist.
Madeleine Bäck växte upp i  Storvik i Sandvikens kommun, Gästrikland, och är mest känd som författare för sina skräckböcker Vattnet drar, Jorden vaknar och Berget offrar, som utspelar sig i bruksmiljö i Gästrikland. Hon har skrivit lättlästa boken Lådan för LL-förlaget och skräckdramat Regnbarn i podden Skymningsland i Sverige Radio Drama. 2020 utkom hon med novellsamlingen Skräcktimmen på Natur & Kultur i samarbete med illustratören Moa Schulman.
Därutöver har Madeleine Bäck verkat som journalist i många år. Hon har en bakgrund som verkställande direktör för tidningsbyrån A4 Text & Form, contentbyrån Storymark Medieutveckling och Swedish Content Agencies. Idag arbetar hon med hållbarhetskommunikation på Goodpoint AB.